# 독립사회민주연대
독립사회민주연대(세르비아어: Савез независних социјалдемократа (СНСД) / Savez nezavisnih socijaldemokrata, SNSD)는 보스니아 헤르체고비나의 세르비아계 정당으로, 대표는 스릅스카 공화국의 대통령인 밀로라드 도디크가 맡고 있다. 2011년 7월에는 사회주의 인터내셔널 소속의 윤리위원회로부터 노선과 관련하여 “여전히 국가주의와 과격주의에 협력하고 있다”라고 비판을 받아, 자격 정지 처분을 받았으며, 그 해 9월에 제명 조치가 이루어졌다.